# Hynek Srdínko
Hynek Srdínko (3. června [uváděno též 2. června] 1847 Svobodné Dvory – 15. ledna 1932 Svobodné Dvory) byl rakouský a český statkář a politik, na počátku 20. století poslanec Českého zemského sněmu a Říšské rady.

## Biografie
Narodil se a žil ve Svobodných Dvorech u Hradce Králové. Vystudoval obchodní akademii v Praze a zemědělskou školu. Roku 1873 převzal po otci zemědělské hospodářství. Od roku 1880 zastával funkci starosty rodných Svobodných Dvorů. V této funkci setrval po 24 let. Podílel se na budování českého agrárního hnutí, odborného zemědělství a družstevnictví. V letech 1903–1918 byl okresním starostou v Hradci Králové a zasedal v zemské zemědělské radě.
Počátkem 20. století se zapojil i do zemské a celostátní politiky. Ve volbách v roce 1901 byl zvolen do Českého zemského sněmu v kurii venkovských obcí (volební obvod Hradec Králové). Uvádí se jako kandidát České agrární strany. Ve volbách roku 1907 byl zvolen do Říšské rady (celostátní zákonodárný sbor), za obvod Čechy 45. Ve vídeňském parlamentu usedl do Klubu českých agrárníků. Za týž obvod byl do Říšské rady zvolen i ve volbách roku 1911.
Zemřel v lednu 1932.
Jeho syn Otakar Srdínko byl agrárnickým politikem a československým ministrem.